# Corporación de Fomento de la Producción
La Corporación de Fomento de la Producción (Corfo) es la agencia del Gobierno de Chile, organismo de ámbito multisectorial, encargado del fomento de la producción nacional y promotora del crecimiento económico regional.

## Historia
Debido a los acontecimientos internacionales y nacionales ocurridos en el decenio de los años treinta, Chile se vio envuelto en una serie de cambios de variables de orden político, económico, social y de mentalidad que se ven plasmadas en la creación de la CORFO.
Esta fue fundada bajo el gobierno radical de Pedro Aguirre Cerda, el 29 de abril de 1939 junto a la Corporación de Reconstrucción y Auxilio para buscar la industrialización del país y coordinar la reconstrucción tras el terremoto de Chillán de 1939, respectivamente.

### Antecedentes a su fundación (1929-1939)
A raíz de la Gran Depresión, el Estado inaugura una política activa de impulso a la industrialización y establece instituciones de regulación y planificación. Esto recurrió a la reducción forzada de importaciones, a la fijación del tipo de cambio, a la restricción del crédito y al establecimiento de tasas múltiples, todas ellas como medidas reaccionarias ante la caída de exportaciones en el país.
Durante el segundo gobierno de Arturo Alessandri Palma (1932-1938) se inició el debate del desarrollo económico e industrial del país, que hasta ese momento se encontraba sumado en el subdesarrollo y estaba sometido a la importación de gran parte de sus recursos, en especial del acero, muy necesario para iniciar un futuro proceso de industrialización. Por ello en 1934 se revivió un organismo fundado en 1931, el Consejo de Economía Nacional, que tendría como secretario general a Pedro Aguirre Cerda, tomando las riendas de un necesario avance hacia el progreso y el desarrollo. Las elecciones presidenciales de 1938 estuvieron marcadas, entre otros temas, por la forma en que se debía abordar la disyuntiva.
Tras la elección del candidato radical vendría un factor decisivo para su creación: un mortífero terremoto grado 7,8 MW sacude el sur del país en enero de 1939, obligando a inyectar grandes cantidades de dinero provenientes del extranjero para la reconstrucción y el fomento de la producción nacional, como parte del "crecimiento hacia adentro" que proponían los radicales.
Ante la propuesta del gobierno, fue Roberto Wachholtz, en ese entonces ministro de Hacienda, el encargado de defender el proyecto de ley ante un poder parlamentario en manos de los conservadores y latifundistas de la época, que pedían una predominancia del interés económico por sobre el interés del estado.

### Fundación y primeros años (1939-1952)
El día 29 de abril de 1939, y después de un intenso debate legislativo, se promulga la "Ley N° 6.434 de Reconstrucción, Auxilio y Fomento de la Producción" que crea la Corporación de Fomento de la Producción y la Corporación de Reconstrucción y Auxilio. Finalmente es la segunda la que se encargará de la tareas de reconstrucción.
Dentro de las primeras misiones de la Corfo está el reclutamiento de profesionales de primera línea, principalmente ingenieros y economistas como Guillermo del Pedregal, Raúl Zorrilla, Oscar Gajardo, Eduardo Figueroa Geisse, Mario Sarquis Yazigi, Guillermo Moore Montero, Germán Pico Cañas entre otros, para evaluar y hacer un catastro de los recursos de los que Chile disponía y buscar la mejor forma de explotarlos.
Los Planes de Acción Inmediata fueron la respuesta a la urgencia de contar con planes a corto plazo para mitigar los efectos del terremoto de 1939. Así hubo un primer Plan de Acción Inmediata para la Minería y luego vendrían otras áreas: El Plan de Fomento de la Producción de la Energía Eléctrica, El Plan de Acción Inmediata para la Agricultura y Explotaciones afines, El Plan de Fomento Industrial y El Plan de Acción Inmediata de Comercio y Transporte. Los Planes de Acción Inmediata marcaron la primera década de Corfo, donde su principal foco fue "el fomento a la industrialización y una política de incentivo a las exportaciones, especialmente agrícolas".
En 1940, La Corfo abre una oficina en Nueva York, Estados Unidos. Su misión tenía carácter comercial, financiero y técnico. La oficina realizaba las negociaciones y operaciones con el Eximbank (Export-Import Bank of the United States), particularmente gestionando planes de inversión y solicitudes de crédito.
Una de las primeras necesidades cubiertas por la Corporación fue la energía eléctrica y el acero, la primera ya era un eje fundamental de los países industrializados y el segundo era primordial para la construcción de todo tipo de maquinarias industriales. Por la primera nace la Empresa Nacional de Electricidad S.A. ENDESA, que desarrollaría una extensa red de plantas hidroeléctricas de pasada y la instalación de torres de transmisión que actualmente forma el SIC, en 1943. Por la segunda la Compañía de Aceros del Pacífico S.A. CAP, que controla hasta hoy la mayoría de la industria siderúrgica con plantas como Huachipato.
Luego vendría la exploración de pozos petrolíferos en la región patagónica de Magallanes, hasta que el 29 de diciembre de 1945 se realiza la primera perforación exitosa para formar en 1950 la Empresa Nacional del Petróleo ENAP que comandaría las exploraciones y posteriormente las refinerías.

### Etapa de transformación (1960-1989)
Hasta 1970, la Corfo actuó en función del sector privado, desarrollando proyectos que este no podía llevar a cabo, todo esto en el margen de una economía mixta. La llegada de Unidad Popular al poder, durante dicho año, significó el término del arreglo en la economía mixta, dado que el gobierno emprendió un amplio proyecto de estatización de la economía.
La entidad experimentó muchas transformaciones a lo largo de los años. Pasó de ser una institución creadora de nuevas empresas y negocios, como sucedió hasta principios de los años '70, esto principalmente dado el contexto del gobierno del presidente Salvador Allende. A administrar empresas públicas y a ser una financiera "de primer piso" durante la segunda mitad de los setenta y hasta mediados de los ochenta. En la segunda mitad de los años ochenta redujo su operación de primer piso para abordar la de segundo piso, proceso que se acentuó hasta 1994.
Entre los años 1973-1989, la Corfo sufrió un proceso que desvirtuó el rol para el cual había sido fundada. Bajo dictadura militar y debido al régimen y tipo de políticas instauradas, se inició una política de privatización que culminó con el traspaso al sector privado de importantes empresas públicas. Pero al retorno a la democracia, una de sus principales tareas fue sanear el déficit financiero del proceso privatizador y la existencia de una cartera de créditos de alta morosidad.

### Periodos
El actuar de la Corfo se puede dividir en cinco períodos. El primero, trata sobre los planes de inversión en variados proyectos que realizó la Corporación, esto con el fin de realizar planes básicos y poder dotar a Chile de las principales industrias, como por ejemplo de la energía eléctrica. La segunda etapa, y una de las más importantes comienza con el periodo llamado “consolidación hacia adentro”. En este etapa se consolida la creación de empresas y la Corfo pasa de tener un  rol creador a uno planificador. El tercer periodo es el desarrollo de estas ideas para así en el cuarto período llegar a la consolidación del proyecto que se ve reflejado en la transferencia de propiedades de producción desde el sector privado al público. Finalmente la quinta etapa, que va desde los quince años posteriores a 1973, es la etapa en la que el proyecto decae pero sin perder su función de fomento de la actividad productiva del país.

### Años actuales (1990-2018)
A principios de los años 90 surgen instrumentos de promoción de la asociatividad que se mantendrán por varios años. Entre ellos los Proyectos Asociativos de Fomento, los Fondos de Asistencia Técnica, y una década después el Programa de Desarrollo de Proveedores, los Programas Territoriales Integrados, las Agencias Regionales de Desarrollo Productivo y los Clusters.
Pero el nuevo milenio había llegado con repercusiones económicas provocadas por la crisis asiática de 1998. Las empresas de menor tamaño se transformaron en el foco de la Corfo. Primero su acción se concentró en elevar la competitividad individual de las empresas; luego de las cadenas productivas y más tarde la del entorno empresarial, entendiendo que todos forman redes que influyentes entre sí. Además, dispuso iniciativas tendientes a atraer a Chile inversión extranjera, al tiempo que trabajó por captar inversiones que se localizaran en las distintas regiones del país.
Conjuntamente con la creación de líneas tan exitosas como Capital Semilla o las Incubadoras de Negocios, Corfo irrumpe de manera contundente en sectores que lo requerían y donde no había experimentado, como el cine y la televisión.
En 2010, el terremoto de febrero es una nueva catástrofe que marca el rumbo de la institución. Corfo reacciona poniendo a disposición de las micro, pequeñas y medianas empresas fondos para facilitarles el acceso a financiamiento para la reconstrucción. Al mismo tiempo se compromete a respaldar créditos para inversión, capital de trabajo y reprogramación, sin descuidar los diferentes Programas de que dispone.
Es así como el año 2014 marca un nuevo ciclo, caracterizado por la necesidad evidente de un cambio de la estrategia de desarrollo productivo. La estrategia basada en la explotación de los recursos naturales ya no está rindiendo como en el pasado. Se requiere avanzar fuertemente en una política que promueva la productividad, la sofisticación del aparato productivo y la diversificación de la matriz exportadora. La oferta de valor de Corfo se diseña en función de esos objetivos.
Entonces se define que su misión será mejorar la competitividad y la diversificación productiva del país, fomentando la inversión, la innovación y el emprendimiento, y fortaleciendo, además, el capital humano y las capacidades tecnológicas para alcanzar el desarrollo sostenible y territorialmente equilibrado.
Lo anterior, con la visión de ser una agencia de clase mundial que logra los propósitos establecidos en su misión, articulando en forma colaborativa ecosistemas productivos y sectores con alto potencial para proyectar a Chile hacia la nueva economía del conocimiento, en el siglo XXI.
En ese contexto, la Corfo define que entre sus roles fundamentales estarán:
1. Gerencia de Innovación: potenciar la innovación empresarial y promover el trabajo asociativo del sector privado en colaboración con entidades tecnológicas y universitarias.
2. Gerencia de Emprendimiento: fomentar emprendimientos dinámicos basados en ideas de negocio innovadoras, competitivas y de alto potencial de crecimiento.
3. Gerencia de Desarrollo Competitivo: prestar apoyo al desarrollo competitivo para mejorar la productividad y la oferta de valor de las empresas, a través de una red de apoyo y de programas, para así impulsar la competitividad del país.
4. Gerencia de Inversión y Financiamiento: aportar soluciones financieras, por medio de programas de apoyo que faciliten el acceso a financiamiento de las micro, pequeñas y medianas empresas en Chile
5. Gerencia de Desarrollo de Capacidades Tecnológicas : contribuir a mejorar las capacidades tecnológicas que tiene nuestro sistema nacional de innovación, articulando y fortaleciendo ciertas capacidades críticas de capital humano, infraestructura y conocimiento tecnológico.

## Papel actual de CORFO
El nuevo rol de Corfo consiste en conducir activamente el proceso de reorganización de su administración y capital humano, para afrontar los nuevos desafíos cada vez más exigentes. En este sentido, debe permitir a los distintos elementos del sistema – empresas, instituciones, profesionales – anclar a las propias pautas económicas de un país desarrollado, en la cual su impelente es la innovación y el conocimiento. La Corporación, en consecuencia, ha ido adaptando a las empresas chilenas en función de esa lógica a partir del mejoramiento de la productividad interior, el emprendimiento, la atracción de inversiones en rubros relacionados al conocimiento y el financiamiento para el sector empresarial.

## Vicepresidentes ejecutivos
El cargo de presidente no existe, por esto el vicepresidente ejecutivo representa el cargo más alto al interior de la institución, por él cual han pasado diversas personalidades políticas y económicas que han sido nombradas por el Presidente de la República de Chile:
| Titular                          | Inicio                   | Final                    | Presidente |
| -------------------------------- | ------------------------ | ------------------------ | --- |
| Ricardo Letelier Ruiz            | 24 de mayo de 1939       | 7 de junio de 1939       | Pedro Aguirre Cerda                                                                                             |
| Guillermo Del Pedregal Herrera   | 13 de junio de 1939      | 31 de julio de 1944      | Pedro Aguirre Cerda Jerónimo Méndez Arancibia Juan Antonio Ríos                                                 |
| Oscar Gajardo Villarroel         | 21 de septiembre de 1944 | 20 de noviembre de 1946  | Juan Antonio Ríos Alfredo Duhalde Vásquez Vicente Merino Bielich Juan Antonio Iribarren Gabriel González Videla |
| Germán Picó Cañas                | 21 de noviembre de 1946  | 28 de octubre de 1952    | Gabriel González Videla                                                                                         |
| Carlos Frödden Lorenzen          | 29 de octubre de 1952    | 13 de septiembre de 1953 | Gabriel González Videla Carlos Ibáñez del Campo                                                                 |
| Guillermo Del Pedregal Herrera   | 14 de septiembre de 1953 | 22 de diciembre de 1955  | Carlos Ibáñez del Campo                                                                                         |
| Benjamín Videla Vergara          | 23 de diciembre de 1955  | 16 de junio de 1959      | Carlos Ibáñez del Campo Jorge Alessandri Rodríguez                                                              |
| Pedro Lehmann Chaufour           | 17 de junio de 1959      | 24 de abril de 1961      | Jorge Alessandri Rodríguez                                                                                      |
| Arturo Mackenna Shiell           | 25 de abril de 1961      | 18 de diciembre de 1964  | Jorge Alessandri Rodríguez Eduardo Frei Montalva                                                                |
| Raúl Sáez Sáez                   | 4 de enero de 1965       | 30 de abril de 1968      | Eduardo Frei Montalva                                                                                           |
| Sergio Molina Silva              | 1 de mayo de 1968        | 3 de noviembre de 1970   | Eduardo Frei Montalva                                                                                           |
| Kurt Dreckmann Lafon             | 16 de noviembre de 1970  | 28 de junio de 1972      | Salvador Allende Gossens                                                                                        |
| Pedro Vuskovic Bravo             | 29 de junio de 1972      | 11 de septiembre de 1973 | Salvador Allende Gossens                                                                                        |
| Sergio Nuño Bawden               | 12 de septiembre de 1973 | 12 de marzo de 1974      | Augusto Pinochet Ugarte                                                                                         |
| Javier Palacios Ruhmann          | 13 de marzo de 1974      | 20 de abril de 1975      | Augusto Pinochet Ugarte                                                                                         |
| Francisco Soza Cousiño           | 21 de abril de 1975      | 28 de octubre de 1975    | Augusto Pinochet Ugarte                                                                                         |
| Luis Danús Covián                | 29 de octubre de 1975    | 31 de julio de 1979      | Augusto Pinochet Ugarte                                                                                         |
| Rolando Ramos Muñoz              | 1 de agosto de 1979      | 28 de diciembre de 1980  | Augusto Pinochet Ugarte                                                                                         |
| Renato Varela Correa             | 29 de diciembre de 1980  | 27 de marzo de 1981      | Augusto Pinochet Ugarte                                                                                         |
| Francisco Ramírez Migliassi      | 28 de marzo de 1981      | 9 de agosto de 1983      | Augusto Pinochet Ugarte                                                                                         |
| Sergio Pérez Hormazábal          | 10 de agosto de 1983     | 14 de diciembre de 1983  | Augusto Pinochet Ugarte                                                                                         |
| Fernando Hormazábal              | 15 de diciembre de 1983  | 4 de febrero de 1988     | Augusto Pinochet Ugarte                                                                                         |
| Guillermo Letelier Skinner       | 5 de febrero de 1988     | 10 de marzo de 1990      | Augusto Pinochet Ugarte                                                                                         |
| René Abeliuk Manasevich          | 11 de marzo de 1990      | 10 de marzo de 1994      | Patricio Aylwin Azócar                                                                                          |
| Felipe Sandoval Precht           | 11 de marzo de 1994      | 28 de noviembre de 1997  | Eduardo Frei Ruiz-Tagle                                                                                         |
| Gonzalo Rivas Gómez              | 29 de noviembre de 1997  | 13 de marzo de 2003      | Eduardo Frei Ruiz-Tagle Ricardo Lagos Escobar                                                                   |
| Oscar Landerretche Gacitúa       | 14 de marzo de 2003      | 17 de marzo de 2006      | Ricardo Lagos Escobar Michelle Bachelet Jeria                                                                   |
| Carlos Álvarez Voullième         | 20 de marzo de 2006      | 11 de marzo de 2010      | Michelle Bachelet Jeria                                                                                         |
| Hernán Cheyre Valenzuela         | 11 de marzo de 2010      | 11 de marzo de 2014      | Sebastián Piñera Echenique                                                                                      |
| Eduardo Bitran Colodro           | 18 de marzo de 2014      | 9 de marzo de 2018       | Michelle Bachelet Jeria                                                                                         |
| Sebastián Sichel Ramírez         | 2 de mayo de 2018        | 13 de junio de 2019      | Sebastián Piñera Echenique                                                                                      |
| Pablo Terrazas Lagos             | 31 de julio de 2019      | 11 de marzo de 2022      | Sebastián Piñera Echenique                                                                                      |
| José Miguel Benavente Hormazábal | 11 de marzo de 2022      | En el cargo              | Gabriel Boric Font                                                                                              |

## Comités CORFO
Los Comités Corfo son entidades creadas con fines específicos, en ellos se reúnen representantes tanto del sector privado como público, con la intención de desarrollar estrategias favorables para el crecimiento del país. Actualmente existen seis comités CORFO en funcionamiento.
1. Sistema de Empresas Públicas (SEP), Sistema de Empresas Públicas, Comité a cargo de la gestión y coordinación de las empresas públicas. Este Comité es un Holding que agrupa a las 22 empresas de las cuales el Estado es el propietario u accionista mayoritario. Además representa los intereses de CORFO en las empresas de las cuales es accionista minoritario.
2. Consejo Nacional de Producción Limpia (CPL), Comité público - privado a cargo de difundir e implantar sistemas productivos más limpios y eficientes en las empresas privadas del país a través de acuerdos de producción limpia entre las instituciones públicas y asociaciones de privados.
3. Innova Biobío, Fondo de Innovación Tecnológica Región del Biobío, Comité orientado a promover la innovación, la transferencia y las capacidades tecnológicas en la Región del Biobío.
4. Comité Seguro Agrícola, Comité creado por el Consejo de CORFO el 2000, con la finalidad de promover el Seguro Agrícola y administrar un Subsidio del Estado para el copago de las Primas de Seguro Agrícola.
5. Centro de Energías Renovables (CER), nace con el objetivo de promover y facilitar las condiciones para el establecimiento de la industria de Energías Renovables no Convencionales (ERNC) en el país, que permitan asegurar el suministro y diversificar la matriz energética, pavimentando el camino de Chile hacia el desarrollo y hacia un futuro con energías más limpias y sustentables.
6. Laboratorio de Gobierno o Comité de Innovación en el Sector Público (CIP), representa un nuevo enfoque del Estado chileno para abordar desafíos públicos; situando a las personas en el centro de su acción, creando e implementando soluciones que entreguen valor para las personas, la sociedad y su entorno. Tiene la misión de desarrollar, coordinar, facilitar y promover procesos de innovación centrados en las personas dentro de las instituciones del sector público, de esta forma pretende basar estos procesos en la articulación de una nueva relación de confianza entre ciudadanos, el Estado, sus funcionarios y el sector privado.

### Empresas con participación de CORFO
CORFO, a través de su comité SEP participa de las siguientes empresas:
- Empresa Portuaria Arica (EPA)
- Empresa Portuaria Iquique (EPI)
- Empresa Portuaria Antofagasta
- Empresa Portuaria Puerto de Coquimbo (EPCO)
- Empresa Portuaria Valparaíso (EPV)
- Empresa Portuaria San Antonio (EPSA)
- Empresa Portuaria Talcahuano San Vicente
- Empresa Portuaria Puerto Montt (EMPORMONTT)
- Empresa Portuaria Chacabuco (EPCHA)
- Empresa Portuaria Austral (EPA)
- Empresa de los Ferrocarriles del Estado (EFE)
- Empresa de Transporte de Pasajeros Metro S.A.
- Casa de Moneda de Chile S.A.
- Correos de Chile
- Comercializadora de Trigo S.A.
- Empresa Concesionaria de Servicios Sanitarios(ECONSA)
- Empresa Nacional del Carbón S.A. (ENACAR), actualmente en liquidación.
- Empresa de Servicios Sanitarios Lago Peñuelas S.A.
- Polla Chilena de Beneficencia S.A.
- Sociedad Agrícola Sacor Ltda.
- Sociedad Agrícola y Servicios Isla de Pascua Ltda.
- Zona Franca de Iquique S.A. (71,27%)
- Aguas Andinas S.A. (ex EMOS - 5,00%)
- ESSBIO S.A. (5,00%)
- ESVAL S.A. (5,00%)
- ESSAL S.A. (5,00%)

### Redes sociales
- Corporación de Fomento de la Producción. en X (antes Twitter)
- Corporación de Fomento de la Producción. en Instagram
- Corporación de Fomento de la Producción. en Facebook

- Datos: Q1135552